# Вісник Київського національного університету імені Тараса Шевченка
«Вісник Київського національного університету імені Тараса Шевченка» — головний науковий часопис Київського національного університету імені Тараса Шевченка.
| Серія                                             | Рік заснування | Періодичність   | ISSN                             |
| ------------------------------------------------- | -------------- | --------------- | -------------------------------- |
| Астрономія                                        | 2014           | двічі на рік    | ISSN 1728-273x                   |
| Біологія                                          | 1958           | двічі на рік    | ISSN 1728-2748                   |
| Військово-спеціальні науки                        | 1998           | -               | ISSN 1728-2217                   |
| Географія                                         | 1958           | двічі на рік    | pISSN 1728-2721, eISSN 2521-1935 |
| Геологія                                          | 1958           | -               | pISSN 1728-2713, eISSN 2079-9063 |
| Державне управління                               | 2014           | двічі на рік    | pISSN 2616-9193, eISSN 2616-9207 |
| Економіка                                         | 1958           | раз на 2 місяці | pISSN 1728-2667, eISSN 2079-908X |
| Журналістика                                      | 1958           | -               | ISSN 1728-2705                   |
| Іноземна філологія                                | -              | -               | pISSN 1728-2683 eISSN 2079-9101  |
| Інтродукція та збереження рослинного різноманіття | -              | -               | ISSN 1728-2284                   |
| Історія                                           | 1958           | щоквартально    | ISSN 1728-2640                   |
| Кібернетика                                       | -              | -               | ISSN 1728-2276                   |
| Літературознавство. Мовознавство. Фольклористика  | -              | двічі на рік    | pISSN 1728-2659, eISSN 2709-8494 |
| Математика та механіка                            | -              | -               | ISSN 1684-1565                   |
| Міжнародні відносини                              | -              | -               | ISSN 1728-2292                   |
| Проблеми регуляції фізіологічних функцій          | 1958           | не видається    | ISSN 1728-2624                   |
| Психологія                                        | -              | двічі на рік    | pISSN 2518-1378, eISSN 2708-6038 |
| Радіофізика та електроніка                        | -              | -               | ISSN 1728-2306                   |
| Педагогіка                                        | -              | -               | pISSN 2415-3699, eISSN 2617-4510 |
| Соціальна робота                                  | -              | -               | pISSN 2616-7778, eISSN 2616-7786 |
| Соціологія                                        | 2010           | -               | pISSN 2413-7979, eISSN 2522-9095 |
| Східні мови та літератури                         | -              | -               | ISSN 1728-242х                   |
| Українознавство                                   | 1994           | 1 раз на рік    | ISSN 1728-2330                   |
| Фізико-математичні науки                          | -              | -               | ISSN 1812-5409                   |
| Філософія                                         | 1958           | двічі на рік    | pISSN 2523-4064, eISSN 2523-4072 |
| Хімія                                             | 1958           | 1-2 рази на рік | ISSN 1728-2209                   |
| Юридичні науки                                    | 1958           | -               | ISSN 1728-2195                   |

| Серія                                    | Категорія | Галузь наук                                              | Спеціальність                                                         |
| ---------------------------------------- | --------- | -------------------------------------------------------- | --------------------------------------------------------------------- |
| Астрономія                               | Б         | фізико-математичні (24.09.2020)                          | 104 (24.09.2020)                                                      |
| Біологія                                 | Б         | біологічні (18.12.2018)                                  | 91 (18.12.2018)                                                       |
| Військово-спеціальні науки               | Б         | педагогічні, економічні, технічні (26.11.2020)           | 011, 014, 015, 072, 193 (26.11.2020)                                  |
| Географія                                | Б         | географічні (17.03.2020)                                 | 103 , 106, 193 (17.03.2020)                                           |
| Геологія                                 | А         | геологічні (18.12.2018), фізико-математичні (18.12.2018) | 103 (18.12.2018)                                                      |
| Економіка                                | Б         | економічні (17.03.2020)                                  | 051, 071, 072, 073, 075, 076, 292 (17.03.2020)                        |
| Історія                                  | Б         | історичні (28.12.2019)                                   | 032 (28.12.2019)                                                      |
| Математика та механіка                   | Б         | фізико-математичні (02.07.2020)                          | 111, 112, 113 (02.07.2020)                                            |
| Проблеми регуляції фізіологічних функцій | Б         | біологічні (18.12.2018)                                  | 91 (18.12.2018)                                                       |
| Психологія                               | Б         | психологічні (02.07.2020)                                | 053 (02.07.2020)                                                      |
| Фізико-математичні науки                 | Б         | фізико-математичні (24.09.2020), технічні (26.11.2020)   | 104, 105, 111, 112, 113 (24.09.2020); 121, 122, 123, 124 (26.11.2020) |
| Хімія                                    | Б         | хімічні (17.03.2020)                                     | 102 (17.03.2020)                                                      |
| Юридичні науки                           | Б         | юридичні (17.03.2020)                                    | 081 (17.03.2020)                                                      |

## Серія «Астрономія»
Наукове періодичне видання, в якому публікуються результати оригінальних досліджень з питань релятивістської астрофізики та космології, астрофізики високих енергій, фізики Сонця і малих тіл Сонячної системи, астрометрії, небесної механіки, фізики верхньої атмосфери.
Видається з 1958 року Астрономічною обсерваторією та кафедрою астрономії та фізики космосу Фізичного факультету Київського національного університету імені Тараса Шевченка. Роботи друкуються українською, англійською та російською мовами.

## Серія «Біологія»
Наукове періодичне видання Навчально-наукового центру «Інститут біології та медицини» Київського національного університету імені Тараса Шевченка, в якому публікуються результати оригінальних досліджень з питань біохімії, біофізики, ботаніки, вірусологіі, загальної та молекулярної генетики, зоології, мікробіології та загальної імунології, фізіології людини та тварин, фізіології та екології рослин, цитології, гістології, біології індивідуального розвитку.

## Серія «Військово-спеціальні науки»
Наукове періодичне видання Військового інституту Київського національного університету імені Тараса Шевченка Публікуються матеріали з військової педагогіки і психології, воєнної економіки, військової географії, геопросторової підтримки, права  у теоретичному та практичному аспектах.

## Серія «Географія»
Науковий журнал Географічного факультету Київського Національного університету імені Тараса Шевченка, в якому висвітлюються  актуальні питання теорії і методології природничо-географічних, суспільно-географічних і картографічних досліджень, прикладні географічні розробки, науковий доробок молодих вчених. Журнал вміщує також інформацію про видатних учених та педагогів, історичні пам'ятні дати, огляди та рецензії, хроніку подій. Роботи друкуються українською, англійською та російською мовами.

## Серія «Геологія»
Періодичне фахове видання ННІ «Інститут геології» Київського національного університету імені Тараса Шевченка, в якому публікуються матеріали теоретичних, експериментальних та методичних досліджень в галузі геології, геофізики, інженерної геології, гідрогеології, геоекології та геоінформатики українською, російською та англійською мовами.
Видання засноване 1958 року. До 1967 року включно (до Вип. 8) виходило під назвою «Вісник Київського університету. Серія геології та географії». З 1982 року щорічно видавався «Вісник Київського університету. Геологія», який з Вип. 16 (2000 рік) отримав сучасну назву.
Індексується у:
- Web of Science Core Collection — Emerging Sources Citation Index (ESCI)

## Серія «Державне управління»
Періодичне наукове видання кафедри державного управління Філософського факультету Київського національного університету імені Тараса Шевченка, в якому друкуються основні результати досліджень у галузі адміністративних наук.

## Серія «Економіка»
Рецензований науковий журнал відкритого доступу Економічного факультету Київського національного університету імені Тараса Шевченка, присвячений дослідженням в економічній сфері (оригінальні статті в фундаментальних та прикладних дослідженнях, тематичні дослідження, критичні відгуки, опитування, думки, коментарі та нариси).
Проблематика: актуальні проблеми економічної теорії, державне управління, міжнародна економіка, економіка підприємства, менеджмент, теорія фінансів, банківська справа, страхування, статистика, бухгалтерський облік та аудит, безпека, екологічна безпека, економіко-математичне моделювання, інформаційні технології в економіці.

## Серія «Журналістика»
Наукове періодичне видання Інституту журналістики Київського національного університету імені Тараса Шевченка, в якому друкуються наукові статті, що базуються на постановці наукових проблем, дослідженні методів, розробці методик та термінології з соціології масової комунікації, змісту комунікації, каналів комунікації, досліджень реклами та зв'язків з громадськістю.

## Серія «Історія»
Періодичне наукове видання Історичного факультету Київського національного університету імені Тараса Шевченка, в якому публікуються матеріали і результати досліджень у сфері історії та історичних наук (археологія, архівознавство, етнологія, історіографія, джерелознавство та ін.).
Вісник заснований у 1958 році під назвою «Історичні науки». В 1996 році був перейменований і отримав нинішню назву.

## Серія «Літературознавство. Мовознавство. Фольклористика»
Дослідження з теорії й історії української літератури, компаративістики, зарубіжних і слов'янських літератур, текстології, літературного джерелознавства, літературної критики, які формують нову теоретико-літературну парадигму сучасності; розвідки з теорії та методології мовознавства, класичної філології, когнітивної лінгвістики, зіставного мовознавства, комунікативної лінгвістики, дискурсології, лінгвокультурології, психолінгвістики, лінгвофілософії, неоелліністики й ін.; аналіз етнічної історії українського народу, результати історико-етнографічного вивчення культури й дослідження етнокультури та мистецтва зарубіжних країн.

## Серія «Математика та механіка»
Періодичне наукове видання відкритого доступу Механіко-математичного факультету Київського національного університету імені Тараса Шевченка. Публікуються оригінальні статті з актуальних питань математичного аналізу, теорії диференціальних рівнянь, математичної фізики, геометрії і топології, алгебри і математичної логіки, обчислювальної математики, теорії ймовірностей і математичної статистики, теорії оптимального керування, математичного моделювання, теоретичної і прикладної механіки, теорії пружності, механіки рідини та газу.

## Серія «Проблеми регуляції фізіологічних функцій»
Наукове періодичне видання Навчально-наукового центру «Інститут біології та медицини» Київського національного університету імені Тараса Шевченка, в якому публікувались матеріали з фізіології людини та тварин, нейрофізіології, молекулярної фізіології та ін.
З 2020 року серія не видається.

## Серія «Психологія»
Періодичне видання Факультету психології Київського національного університету імені Тараса Шевченка. Публікуються результати теоретичних, наукових, прикладних та науково-експериментальних досліджень з актуальних питань психології.

## Серія «Соціологія»
Рецензоване наукове періодичне видання Факультету соціології Київського національного університету імені Тараса Шевченка, в якому публікуються результати оригінальних досліджень соціологів з різних країн в усіх сферах соціологічного знання: теорії та історії соціології, методології і методів, дослідження соціальної структури, соціальних груп, відносин і інститутів, різноманітних суспільних явищ, спеціальні та галузеві соціології.

## Серія «Східні мови та літератури»
Періодичне наукове видання Інституту філології Київського національного університету імені Тараса Шевченка, в якому розглядаються теоретичні та практичні аспекти мовознавства, головна увага зосереджена на таких розділах, як лексикологія, фразеологія та синтаксис китайської, японської, перської та індонезійської мов. У розділі «літературознавство» розглядаються особливості формування, функціонування та взаємодії образних систем літератур різних народів сходу, їх взаємодія та взаємовплив у діахронічному розрізі.

## Серія «Українознавство»
У віснику публікуються українознавчі статті співробітників та аспірантів Центру українознавства Філософського факультету Київського національного університету імені Тараса Шевченка, науковців, викладачів та аспірантів інших ЗВО.
У 1994—1997 рр. відповідальним редактором видання був д-р філол. наук, проф. П. П. Кононенко; заступником відповідального редактора — канд. філол. наук М. М. Конончук. У 1998—2000 рр. відповідальний редактор — П. П. Кононенко; заступник відповідального редактора — канд. іст. наук В. М. Піскун. У 2001—2006 рр. відповідальний редактор — д-р іст. наук, проф. В. І. Сергійчук; заступник відповідального редактора — В. М. Піскун. З 2007 р. відповідальним редактором є д-р політ. наук, проф. М. І. Обушний; заступником відповідального редактора — канд. іст. наук С. Р. Кагамлик.

## Серія «Фізико-математичні науки»
Періодичне наукове видання Факультету комп'ютерних наук та кібернетики Київського національного університету імені Тараса Шевченка, присвячене новим дослідженням у різних галузях математики, інформатики, механіки, фізики та радіофізики.
З 1991 року серії вісників Київського університету «Математика і механіка», «Физика», «Моделирование и оптимизация сложных систем» реорганізовані у «Вісник Київського національного університету імені Тараса Шевченка. Серія: фізико-математичні науки».

## Серія «Філософія»
Журнал є проектом Філософського факультету Київського національного університету імені Тараса Шевченка. Академічна спеціалізація журналу: історія філософії, онтологія, логіка, епістемологія, філософія історії та соціальна філософія, філософська антропологія, філософія культури, етика, естетика, філософія науки, філософія освіти.
Академічна історія журналу розпочинається з 1958 року як відокремленої серії загальноуніверситетського періодичного видання «Вісник». До 2016 року журнал видавався під назвою «Вісник Київського національного університету імені Тараса Шевченка. Філософія. Політологія». Як самостійне видання журнал перереєстровано у 2016 році.

## Серія «Хімія»
Періодичне наукове видання Хімічного факультету Київського національного університету імені Тараса Шевченка, у якому публікуються оригінальні статті теоретичного й експериментального спрямування, що містять результати новітніх досліджень українських і міжнародних науковців у галузях неорганічної, органічної, аналітичної, фізичної хімії та хімії високомолекулярних сполук.

## Серія «Юридичні науки»
Періодичне наукове видання Юридичного факультету Київського національного університету імені Тараса Шевченка, в якому публікуються здобутки і результати наукових досліджень з актуальних питань теорії права, історії права, філософії права, а також галузевих правових дисциплін, зокрема, конституційного, цивільного, трудового, кримінального, господарського, екологічного, фінансового, адміністративного, земельного, аграрного, медичного та інформаційного права, а також права інтелектуальної власності та права соціального забезпечення; питання процесуального права, зокрема, цивільного, господарського, адміністративного та кримінального процесу, а також судоустрою; окремі аспекти порівняльно-правових досліджень, а також досліджень у сфері міжнародного та європейського права.